# Крижановська Оксана Олегівна
Окса́на Оле́гівна Крижано́вська (1 січня 1972, Київ) — український історик, дослідниця історії таємних товариств та масонства, релігієзнавець.

## Навчання
О. Крижанівська у 1994 році закінчила історичний факультет Київського державного університету імені Тараса Шевченка та отримала диплом з відзнакою. Потім до 1997 року вона навчалась в аспірантурі відділу історії України ХІХ — початку ХХ століть Інституту історії України НАН України.
В 1997 році захистила кандидатську дисертацію на тему: «Масонство в Україні у другій половині XVIII — на початку ХХ століття». Науковий керівник — доктор історичних наук Віталій Сарбей.

## Наукова діяльність
З 1997 по 2010 роки О. Крижанівська працювала молодшим науковим співробітником відділу історії України ХІХ — початку ХХ ст. Інституту історії України НАН України. В 2011 році отримала звання старшого наукового співробітника цього ж відділу.

### Наукові інтереси
- Історія селянства та кріпацької інтелігенції;
- Історія таємних та закритих товариств.

## Нагороди
- Знак «За наукові досягнення» (2011);
- Знак «Відмінник освіти України» (2006).

## Перелік публікацій
- Крижановська Оксана Олегівна. Масонство в Україні у другій половині XVIII — на початку ХХ ст. [Текст]: дис… канд. іст. наук: 07.00.01 / Крижановська Оксана Олегівна ; Ін-т історії України Нац. акад. наук України. — К., 1997. — 179 с.
- Крижановська Оксана Олегівна. Масонство в Україні у другій половині XVIII- на початку ХХ ст. [Текст]: автореф. дис… канд. іст. наук: 07.00.01 / Крижановська Оксана Олегівна ; Нац. акад. наук України, Ін-т історії України. — К., 1997. — 16 с.
- Крижановська Оксана Олегівна. Історія середніх віків: Вступ до історії західноєвропейського Середньовіччя: Курс лекцій: Навч. посібник для студ. гуманіт. спец. вузів / О. О. Крижановська, О. П. Крижановський ; гол. ред.: С. В. Головко. — Київ: Либідь, 2004. — 365 с. — Бібліогр. в кінці лекцій.
- Крижановська Оксана Олегівна. Таємні організації: масонський рух в Україні [Текст]: [поява, склад та орг. структура] / Оксана Крижановська. — К. : Наш час, 2012. — 200, [16] с. : іл. — (Невідома Україна). — Бібліогр.: с. 184—198. — ISBN 978-966-1530-31-6. — ISBN 966-8174-12-7 (серія)

## Родина
Батько Олег Прокопович Крижанівський (1944—2010) та мати Валентина Скорик були істориками.